# ソティリス・カヤファス
ソティリス・カヤファス（Sotiris Kaiafas, 1949年12月17日 - ）は、キプロス共和国出身のサッカー選手。元キプロス代表である。ポジションはFW。
1975-76シーズンにはキプロス・ファーストディビジョンで38得点を挙げ、ゴールデンブーツを受賞した。

## 所属クラブ
- 1967-1984  キプロス ACオモニア 388試合261得点

## タイトル
- キプロスリーグ(9回)
  - 1972, 1974, 1976, 1977, 1979, 1981, 1982, 1983, 1984
- キプロスカップ(6回)
  - 1972, 1974, 1980, 1981, 1982, 1983
- キプロススーパーカップ(5回)
  - 1979, 1980, 1981, 1982, 1983
- キプロスリーグ得点王(8回)
  - 1972, 1974, 1976, 1977, 1979, 1980, 1981, 1982
- ゴールデンブーツ
  - 1976 (39得点)
- UEFAジュビリーアウォーズ
  - 2003
- 20世紀の最も偉大なキプロス人スポーツ選手賞